# Goral
Goral (Naemorhedus) – rodzaj ssaków z podrodziny antylop (Antilopinae) w obrębie rodziny wołowatych (Bovidae).

## Rozmieszczenie geograficzne
Rodzaj obejmuje gatunki występujące w Azji.

## Morfologia
Długość ciała 50–132 cm, długość ogona 7–20,3 cm, długość ucha 9,5–15 cm, wysokość w kłębie 50–75 cm; długość rogów 7,5–23,5 cm; masa ciała 20–47 kg.

## Systematyka
Rodzaj zdefiniował w 1827 roku angielski przyrodnik Charles Hamilton Smith w rozdziale zatytułowanym Streszczenie gatunków z gromady ssaków w publikacji pod redakcją Edwarda Griffitha o tytule Królestwo zwierząt: uporządkowane zgodnie ze swoją organizacją. Smith wymienił trzy gatunki – Antilope goral Hardwicke, 1825, Antilope duvaucelii C.H. Smith, 1827 (= Antilope goral Hardwicke, 1825) i Antilope sumatrensis C.H. Smith, 1827 (= Antilope sumatraensis Bechstein, 1799) – z których gatunkiem typowym jest Antilope goral Hardwicke, 1825.

### Etymologia
- Naemorhedus (Naemorhaedus, Nemorhaedus, Nemorhedus, Nemorrhedus, Nemorhoedus, Nemorrhaedus): łac. nemus, nemoris ‘las, gaj’; haedus ‘koziołek’[17].
- Kemas: gr. κεμας kemas ‘młody jeleń’[18]. Gatunek typowy (oryginalne oznaczenie): Antilope goral Hardwicke, 1825.
- Caprina: łac. caprinus ‘jak koza, kozi’[19]. Gatunek typowy: Wagner wymienił kilka gatunków – Antilope lanigera C.H. Smith, 1821 (= Rupicapra americana de Blainville, 1816), Capra rupicapra Linnaeus, 1758, Antilope crispa Temminck, 1836, Antilope sumatraensis Bechstein, 1799, Nemorhaedus thar[e] Hodgson, 1831 i Antilope goral Hardwicke, 1825 – nie wyznaczając typu nomenklatorycznego.
- Hemitragus: gr. ἡμι- hēmi- ‘pół-, mały’, od ἡμισυς hēmisus ‘połowa”’; τραγος tragos ‘kozioł’[20].
- Urotragus: gr. ουρα oura ‘ogon’; τραγος tragos ‘kozioł’[21]. Gatunek typowy (oznaczenie monotypowe): Antilope caudata Milne-Edwards, 1867.

### Podział systematyczny
Badania cytochromu b wykazały bliskie pokrewieństwo Capricornis, Naemorhedus i Ovibos. Do rodzaju należą następujące występujące współcześnie gatunki: 
| Grafika | Gatunek                | Autor i rok opisu        | Nazwa zwyczajowa   | Podgatunki         | Rozmieszczenie geograficzne | Podstawowe wymiary                       | Status IUCN |
| ------- | ---------------------- | ------------------------ | ------------------ | ------------------ | --- | ---------------------------------------- | ----------- |
|         | Naemorhedus goral      | (Hardwicke, 1825)        | goral himalajski   | 2 podgatunki       | przez Himalaje w Pakistanie (Kaszmir), północnych Indiach, Nepalu, Bhutanie i na niewielkim obszarze południowego Tybetu (Chińska Republika Ludowa); zakres wysokości: 350–4000 m n.p.m.                                                            | DC: 82–120 cm DO: 7,5–20 cm MC: 35–42 kg | NT          |
|         | Naemorhedus griseus    | A. Milne-Edwards, 1871   | goral szary        | gatunek monotypowy | endemit Chińskiej Republiki Ludowej: Syczuan na północny wschód do Shanxi, Hubei i Henan, na wschód do Fujian, na południe do wschodniego Tybetu i Junnanu; zakres wysokości: 1000–4000 m n.p.m.                                                    | DC: 80–120 cm DO: 8–20 cm MC: 20–30 kg   | NE          |
|         | Naemorhedus evansi     | (Lydekker, 1905)         |                    | gatunek monotypowy | Mjanma, Tajlandia (na wschód do Chiang Mai, na południe do Raheng), na północ do Chińskiej Republiki Ludowej (Junnan); zakres wysokości: 1600–1970 m n.p.m.                                                                                         | DC: 50–70 cm DO: 12–18 cm MC: 20–30 kg   | NE          |
|         | Naemorhedus caudatus   | (A. Milne-Edwards, 1867) | goral długoogonowy | gatunek monotypowy | północno-wschodnia Chińska Republika Ludowa (Mongolia Wewnętrzna i Hebei, na wschód do Heilongjiang), Półwysep Koreański, Rosja (Kraj Nadmorski)l być może na zachód do skrajnie południowo-wschodniej Mongolii; zakres wysokości: 80–2000 m n.p.m. | DC: 106–135 cm DO: 13–18 cm MC: 24–47 kg | VU          |
|         | Naemorhedus baileyi    | (Pocock, 1914)           | goral brunatny     | gatunek monotypowy | południowo-środkowa Chińska Republika Ludowa (północno-wschodni Tybet i Junnan), północno-wschodnie Indie (Arunachal Pradesh w pobliżu granicy z Chińską Republiką Ludową i Mjanmą); zakres wysokości: 2000–4500 m n.p.m.                           | DC: 90–110 cm DO: 7–10 cm MC: 20–30 kg   | VU          |
|         | Naemorhedus cranbrooki | Hayman, 1961             |                    | gatunek monotypowy | endemit Mjanmy: wysokie góry; zakres wysokości: 2000–4500 m n.p.m. | DC: 90–110 cm DO: 7–10 cm MC: 20–30 kg   | NE          |

Kategorie IUCN:  NT  – gatunek bliski zagrożenia,  VU  – gatunek narażony;  NE  – gatunki niepoddane jeszcze ocenie.
Opisano również wymarły plejstoceński gatunek z Japonii:
- Naemorhedus nikitini Shikama, 1949